# Badinières
Badinières korábbi község (település) Franciaországban, Isère megyében. 2015. január 1-jén Eclose községgel egyesült és Eclose-Badinières új község része lett.
Lakosainak száma 681 fő (2017. január 1.). Badinières Tramolé és Eclose községekkel határos.

## Népesség
A település népességének változása:
| Lakosok száma | 302  | 309  | 299  | 364  | 418  | 538  | 605  | 681  |
|               | 1968 | 1975 | 1982 | 1990 | 1999 | 2006 | 2011 | 2017 |